# هوتشوت
هوتشوت ((هانغل:  핫샷))، هي فرقة فتيان كورية جنوبية بستة أعضاء، تشكلت بواسطة صوتيات كي أو، (KO Sound). الفرقة تتألف من جونهيوك، مونكيو، كيد مونستر، سونغوون، يونسان وهوجونغ. في 28 أكتوبر  2014، كان ظهورهم الأول بالأغنية Take a Shot.

## الأعضاء
- Jun Hyuk (준혁); Choi Jun Hyuk (최준혁)
- Timoteo (티모테오); Kim Moon Gyu (김문규)
- Kid Monster (키드 몬스터); No Tae Hyun (노태현)
- Sung Woon (성운); Ha Sung Woon (하성운)
- San (산); Yoon San (윤산)
- Ho Jeong (호정); Go Ho Jeong (고호정)

## وصلات خارجية
- هوتشوت على موقع ميوزك برينز (الإنجليزية)

- هوتشوت على كافي دوم